# Ordnance SBML 2-inch
Дводюймовий міномет Ordnance SBML (англ. Ordnance SBML 2-inch), або частіше просто «дводюймовий міномет» — британський 51-мм ротний міномет, розроблений наприкінці 1930-х років, який використовувався підрозділами Британської армії та арміями Співдружності під час Другої світової війни та пізніше.
Він був більш портативним, ніж міномети більшого калібру, і мав більшу дальність стрільби та вогневу міць, ніж гвинтівкові гранати. Його головним призначенням було створення диму для укриття та за допомогою мін, що летіли за високою траєкторією, та осколково-фугасних мін для ураження цілей, «незахищених від вогню зі стрілецької зброї».
Дводюймовий міномет був одним із низки легких мінометів, прийнятих на озброєння європейськими країнами між двома світовими війнами.
Через свої невеликі розміри та для простоти, міномет не мав передньої стійки чи сошки, як це було потрібно більшим конструкціям. Ствол тримав під правильним кутом один солдат, поки інший заряджав та стріляв. Оригінальна конструкція мала велику опорну плиту та прицільні пристосування для прицілювання, які використовували рівні. У міру вдосконалення конструкції опорна плита ставала меншою, а прицільні пристосування були виключені; прицілювання здійснювалося на око та покладалося на судження та досвід стрільця. З таким коротким стволом типовий метод стрільби, коли міна скидалася в ствол, а штифт у основі ствола влучав у детонатор у хвостовій частині бомби, не працював, тому стрільба здійснювалася за допомогою невеликого спускового механізму на затворі.
Міни були циліндричними з (перфорованим) чотириребристим хвостом. Для осколково-фугасної міни в носовій частині був встановлений ударний детонатор.
Після війни дводюймовий міномет залишався на озброєнні для стрільби димовими та освітлювальними мінами. Наприкінці 1980-х років замінений на 51-мм піхотний міномет L9A1.

## Країни— експлуатанти
- Австралія
- Бельгія
- Канада
- Індія
  -  Наксаліти
  -  Об'єднаний фронт визволення Ассама
- Йорданія
- Люксембург
- М'янма
- Непал
- Нова Зеландія
- Нігерія
  -  Біафра
- Норвегія
- Польща
- Південна Африка
- Франція
- США: Mk.III, що виготовлявся по ліцензії з незначними змінами як M3 mortar
- Велика Британія
- Ямайка